# ماكسيميليان كولبي
ماكسيميليان كولبي (بالبولندية: Maksymilian Maria Kolbe) (و. 1894 – 1941 م) هو رجال دين، وكاهن كاثوليكي، وناشط إسبرانتو بولندي، توفي في معسكر أوشفيتز بيركينو، عن عمر يناهز 47 عاماً، بسبب تسمم.

## التعليم
تعلم في الجامعة الغريغورية الحبرية.

## روابط خارجية
- ماكسيميليان كولبي على موقع الموسوعة البريطانية (الإنجليزية)
- ماكسيميليان كولبي على موقع مونزينجر (الألمانية)
- ماكسيميليان كولبي على موقع ديسكوغز (الإنجليزية)